# 집현초등학교 (경남)
집현초등학교는 대한민국 경상남도 진주시 집현면 지내리에 있는 공립 초등학교이다.

## 학교 연혁
- 1925년 6월 8일 집현공립보통학교 개교(4년제)
- 1938년 4월 1일 집현공립심상소학교로 개칭
- 1941년 4월 1일 집현공립국민학교로 개칭
- 1981년 3월 10일 병설유치원 개원
- 1996년 3월 1일 집현초등학교로 개칭
- 1999년 9월 1일 대암초등학교 통합
- 2009년 3월 1일 덕오초등학교 통합
- 2017년 2월 16일 88회 졸업(졸업생:5,147명)
- 2017년 9월 1일 제37대 김미령 교장 취임
- 2018년 2월 14일 89회 졸업(졸업생:5,197명)

## 참고 자료
- 집현초등학교 - 한국교육학술정보원 학교알리미